# Externato Futebol Clube
O Externato Futebol Clube foi um clube de futebol de Florianópolis no Estado de Santa Catarina, Brasil.

## História
O Externato Futebol Clube é um clube de futebol da cidade de Florianópolis, capital do estado de Santa Catarina. Fundado em 14 de agosto de 1910, é um dos pioneiros do futebol catarinense e chegou a ser campeão estadual em 1925. 
A história do Externato começou igual a do Internato. O Colégio Catarinense de Florianópolis surgiu em 1906 com a denominação de Ginásio Santa Catarina. Entre tantas atividades educacionais e esportivas, o futebol destacou-se na predileção dos alunos internos e externos, formando as duas equipes colegiais: os rivais Internato e Externato.
Em 14 de agosto de 1910, um grupo de advogados de diversos estados  estava em Florianópolis para prestar exames e resolveu desafiar a equipe de estudantes do Gymnasio Santa Catarina (atual Colégio Catarinense) para uma partida no Campo do Manejo (no local onde hoje funciona o Instituto Estadual de Educação). A partida foi a primeira realizada fora do Ginásio, sendo vencida pelos catarinenses por 2 a 1 e passando a ser a data oficial de fundação do Externato Futebol Clube, equipe formada exclusivamente por alunos do tradicional colégio.
Em 1915, foi inaugurado o campo de futebol. O local sediou os jogos do primeiro campeonato oficial no Estado. O campo tinha capacidade para 3 mil torcedores.
O Externato participou da fundação da Liga Santa Catarina de Desportos Terrestres, atual Federação Catarinense de Futebol, no ano de 1924.
Em 1925, o time colegial foi campeão catarinense de forma invicta. O Externato teve o seguinte time base na competição: Luly; Zurich e Miguel; Raynaldo, Arno e Mário; Newton, Arthur, Ivo, Zinder Lins e Heitor. O artilheiro da competição foi o ponta esquerda Zinder Lins, que depois brilharia no Atlético-PR.
Curiosamente, o lateral-direito do Avaí, que jogou a final contra o Externato, era Zanzibar, irmão de Zinder. Maldosamente acusaram Zanzibar de facilitar a vida do irmão na final, que indignado negou essa afirmação na época.
O Externato disputou os campeonatos oficiais até o ano de 1930, quando acabou se afastando do futebol. Depois disso, os jogos ficaram restritos à liga ginasial interna e alguns amistosos contra equipes da região.
Até que em 1944 os rivais Internato e Externato se fundiram, dando lugar a Associação Desportiva Colegial.

## Títulos
- Campeonato Catarinense: 1925
- Campeonato Citadino de Florianópolis: 1925